# Chrétien-Guillaume de Lamoignon
Pour les autres membres de la famille, voir Famille de Lamoignon.
Chrétien-Guillaume III de Lamoignon, marquis de Basville (1712, - 1759), est un magistrat français, né le 1er octobre 1712 et mort le 23 mai 1759.

## Biographie
Fils de Chrétien II de Lamoignon et de Marie Louise Gon, il est marquis de Basville et de Milhars, baron de Saint-Yon, seigneur de Lamoignon (Nièvre), du Broc, de Bergonne, de Gignat, d'Auterive, de Saint-Yvoine, de Laqueuille et de Bois-Jardin (Nièvre), baron de Cannes.
À la suite du décès de son père, le 28 novembre 1729, il est présenté au roi Louis XV, par son oncle, Guillaume de Lamoignon de Blancmesnil, président à mortier, le 6 décembre suivant. Le roi lui accorde l'agrément de la charge de président à mortier de son défunt père et, comme il n'a alors que 17 ans, désigne son oncle pour l'exercer jusqu'à ce qu'il soit en âge de le faire à son tour.
Conseiller au Parlement, il est reçu commissaire aux requêtes, le 7 juillet 1730, puis président à mortier, à la place de son père, le 19 du même mois.
Président à mortier au parlement de Paris, il est élu membre de l'Académie des inscriptions et belles-lettres en 1743.
En 1747, il démissionne de sa charge de président à mortier et est nommé président honoraire au parlement de Paris.
Il est nommé commandeur et grand-maître de l'Ordre royal et militaire de Saint-Louis.

## Titres et possessions

### Terre et châtellenie de Cannes
Il vend, le 30 mars 1738, suivant acte reçu par maîtres Junot et Jourdain, notaires à Paris, la terre et châtellenie de Cannes et dépendances, mouvant de la grosse tour de Montereau, à Louis des Réaux, chevalier, seigneur d'Athis, qui en rend hommage le 17 mai suivant.

## Généalogie
Il épouse, le 27 septembre 1732, Louise Madeleine Henriette Bernard, fille de Samuel-Jacques Bernard et de Élisabeth Olive Louise Frottier de la Cosse-Messelière. De cette union, naissent :
- Chrétien-François, en 1735 ;
- Catherine Luce, née le 1er février 1738 et morte le 23 février suivant[6] ;
- Olive Claire, en 1738, qui épousera Armand Guillaume François de Gourgue, Marquis de Vayres et d'Aulnay ;
- une enfant, née en 1741 et morte au berceau[2].

## Sources
- Yves Lemoine, Malesherbes (1721-1794): Biographie d'un homme dans la lignée, 1994